# Цифровий друк
Цифровий друк — це узагальнена назва процесу, в якому комп'ютерні електронні файли роздруковуються за допомогою пристроїв з прямим методом нанесення тонера або фарби. На відміну від офсетного, цифровий друк виконується без застосування формних процесів.
Цифровий друк зростає швидше за інші найбільш поширені технології друку (у середньому на 28 % на рік). Найбільш динамічно розвиваються сегменти видавничої та рекламної продукції.
В останні роки важливу роль починає відігравати струменевий друк, включаючи друк по текстилю, декору, керамічній плитці, 3D-друк і виробництво електроніки (Print Future «Drupa Global Trends Report 2016» [Print Future]).
Завдяки зростанню попиту на малі тиражі та сегменту «пакування на вимогу», цифровий друк дедалі поширюється і в секторах виробництва картонного паковання та етикетки.
За даними Pira International, темпи зростання світового ринку цифрового друку етикетки з 2013 по 2018 рр. оцінюються в 34 %.
Інша дослідницька компанія IDC повідомляє, що ринок як електрографічних, так і струменевих пристроїв цифрового друку етикеток і пакування в найближчі роки зростатиме на 8,7 % щорічно і до 2019 р. досягне обсягу в $507,5 млн.
Саме на базі цифрового методу друку розвивається широкоформатний друк, яким друкуються білборди, сітілайти, «м'які» вивіски, торговельні намети, тенти, POS-матеріали, виставкове спорядження тощо. Крім «торговельно-рекламної» продукції, до продукції широкоформатного друку належать різна картографічна інформація, презентаційні матеріали (лекційні плакати, схеми тощо) і навіть високохудожні витвори (за допомогою широкоформатного друку відтворюють картини для виставок).

## Визначення цифрового друку: еволюція
На початку 2000-х розглядалися два базові види цифрового друку: друк зі змінною друкарською формою — Computer-to-Print («комп'ютер-відбиток»), до якого відносили пристрої:
- електрофотографії/електрографії/магнітографії;
- струменевого друку;
- елкографії.

У класичному розумінні цифровий друк — «безконтактний», але цим терміном позначали й гібридні пристрої, в яких друк відбувався з використанням прямої (постійної/непостійної) друкарської форми.
У всіх подібних машин — одна спільна риса: на відміну від «динамічного» цифрового друку друкарська форма «статична» і від відбитка до відбитка не оновлюється.
Існували дві концепції побудови «гібридних» цифрових друкарських машин. Першу було реалізовано в машинах DICOweb фірми MAN Roland, в яких нанесене лазером на термосублімаційну стрічку зображення переносилося на циліндр, підлягало термозакріпленню, а після друку видалялося за допомогою полотнища та спеціальної рідини. Швидка цифрова зміна замовлення (Digital Change Over, DICO) займала кілька хвилин.
Інша концепція втілилася в групі машин технології DI, оснащених блоками експонування пластин безпосередньо в машині — їх виробляли Heidelberg, Adast, KBA / Scitex, Komori, Ryobi, Sakurai.
Сьогодні цифровий друк можна визначити як сукупність технологій, де для кожного виведеного відбитка генеруються нові друкарські форми (віртуальні або тимчасові).
«Віртуальні» друкарські форми існують лише у вигляді файлового запису і використовуються в пристроях струменевих і термосублімаційних технологій.
Тимчасові друкарські форми у вигляді запису на електромагнітному носії використовуються в електрографії, іонографії, магнітографії.

## З історії цифрового друку
Під час підготовки розділу використано інформацію з видань
1833 р. — Фелікс Саварт виявив однотипність утворення крапель рідини, що випускається через вузький отвір. Математичний опис цього явища проведено в 1878 р. лордом Рейлі (згодом отримав Нобелівську премію).
22 жовтня 1938 р. — Честер Карлсон отримав перший «електрофотографічний» відбиток, цей винахід назвали «ксерографією».
1948 р. — компанія Haloid (пізніше Xerox) випустила першу серію копіювальних апаратів Xerox Model A Copy Machine.
1951 р. — розроблено теоретичні основи струминного друку. Siemens запатентувала пристрій, здатний розділяти струмінь на однотипні краплі. Винахід сприяв створенню мінгографа, одного з перших комерційних самописців, які використовуються для реєстрації значень напруги.
1953 р. — для комп'ютера Univac у корпорації Remington-Rand створено перший у світі високошвидкісний принтер, що наносив зображення через барвисту стрічку (пелюстковий принтер — прототип матричного принтера).
1957 р. — Ноель де Плассе виявив, що деякі барвники здатні переходити з твердого стану в газоподібний, оминаючи рідкий (принцип сублімації).
1964 р. — Seiko Epson Corporation сконструювала механізм, який постійно друкував точний час. Зображення формувалося з точок, що наносяться на папір голками через чорну або кольорову стрічку. Еволюція розробки привела до появи матричних принтерів.
1969 р. — Гаррі Старквезер, співробітник Xerox, довів, що зображення можна переносити на папір за допомогою лазерного променя.
1971 р. — випущено перший промисловий лазерний принтер IBM 3800.
1972 р. — закладено основи термального друку (друк із цифрових носіїв безпосередньо на полотнище без друкарських форм дав змогу здійснювати друк на вимогу за короткий час).
1977 р. — перші розробки в галузі drop-on-demand — у пристрої послідовного друку символів Siemens PT-80, а також у принтері компанії Silonics, який з'явився роком пізніше. Ці принтери стали прототипами п'єзоелектричного друку.
1977 р. — Xerox випустив пристрій Xerox 9700 Electronic Printing System, прототип промислового лазерного принтера.
1979 р. — Canon винайшла метод друку за технологією drop-on-demand, відповідно до якого краплі випускалися назовні на поверхні невеликого нагрівача, розташованого поруч із соплом, і регулювалися за допомогою конденсації скупчень барвника. Цю технологію назвали «бульбашковий друк».
1980 р. — Hewlett-Packard розробив технологію, що одержала назву «термічний струменевий друк».
1984 р. — на ринку з'явилося рішення ThinkJet — перший комерційно успішний і відносно недорогий струменевий принтер, що забезпечував добрі якість і роздільну здатність друку.
1985 р. — термосублімаційний друк застосовують на практиці у фотопринтерах Kodak для безпосереднього друку з камер.
1985 р. — Apple розпочала продаж Macintosh, який комплектувався лазерним принтером LaserWriter, що підтримував розроблену в Xerox технологію PostScript.
1987 р. — компанією OKI було випущено перший світлодіодний принтер (у 1998 р. компанія розробила перший кольоровий світлодіодний принтер).
1995 р. — Indigo, придбана Hewlett Packard, представила свої розробки на виставці drupa 1995. Компанія об'єднала електрографію і офсетний принцип перенесення зображення (електрографія через другий перенос — через офсетне полотнище).
1996 р. — розроблено технологію друку Micro Dry (суть полягає в тому, щоб наносити твердий барвник безпосередньо на носій).
2012 р. — на виставці drupa вперше представлено нанографічні цифрові друкарські машини.
2012—2017 рр. — збільшення форматів цифрових друкарських машин. На ринку представлено кілька популярних рішень у форматі В2: Fujifilm JetPress 720S, Kodak Prosper, HP 12000, Xerox Trivor 2400, Konica Minolta KM-1 (В2 + AccurioJet KM-1).
На drupa 2016 низка компаній показали концепти цифрового друку у форматі В1: струменеві, УФ, нанографічні.

## Переваги та вади цифрового друку
Порівняно з найбільш поширеним офсетним друком цифровий має низку переваг:
- економний друк коротких накладів;
- можливість роздруковувати пробні відбитки;
- оперативність — не витрачається час на підготовку форм, приладку, сушку накладів;
- простота — людину за машиною цифрового друку вірніше називати оператором, тому що всі налаштування автоматизовані;
- собівартість відбитка практично не залежить від накладу;
- зниження кількості відходів;
- скорочення витрат/мінімізація складських запасів;
- різноманітність продукції;
- можливості захисту, спецдизайну, комбінація можливостей;
- оперативний маркетинг — клінічні дослідження, пробні запуски продукту, супутні матеріали (постери, плакати тощо);
- персоналізація;
- друк змінних даних.

Два основних типи друку змінних даних — зонування (змінюється невелика частина змісту для різних цільових груп) і персоніфікація (кожен екземпляр такого тиражу унікальний і автоматично генерується з урахуванням всіх потрібних змін для певного користувача).
У документах зі змінною інформацією виділяють три типи елементів:
- фіксований зміст, який друкується на кожному примірнику накладу;
- інформація, яка друкується в накладі більш ніж один раз, але змінюється не в кожному примірнику;
- змінний зміст, який використовується один раз (наприклад, ім'я людини або її фотографія).

Незважаючи на низку переваг, технічні можливості цифрового друку мають обмеження: за якістю, асортиментом тонерів, спектром задруковуваних матеріалів (не всі види паперу підходять для цифрового друку — фарба на папір може лягти нерівномірно), швидкістю (при виготовленні довгих накладів).
Негативним боком використання цифрового друку є певні обмеження щодо роздільної здатності отримуваних відбитків. Але розробники цифрових друкарських технологій наполегливо працюють над вирішенням цієї проблеми.

## Можливості цифрових друкарських машин
Залежно від продуктивності та можливостей устаткування цифрового друку поділяється на певні класи:
- настільні принтери;
- МФУ — сканер, копір і принтер, суміщені в одному пристрої;
- цифрові друкарські машини (ЦДМ).

Найбільш популярні в Україні моделі ЦДМ для оперативної поліграфії мають формат до 330×488 мм (Xerox Versant 2100) і вище, на світовому ринку представлена низка успішних моделей у форматі В2 і навіть концепти у форматі В1.
Більшість ЦДМ можуть друкувати на обох сторонах паперу за одне проходження паперу через машину (дуплексний або двосторонній друк).
Залежно від типу подачі матеріалів ЦДМ поділяються на листові і рулонні (останні — частіше індустріального застосування).
Традиційно цифрові друкарські пристрої підрозділяються на монохромні та повнокольорові (CMYK). Однак окремі моделі продуктивних електрографічних цифрових друкарських пристроїв мають п'яту секцію, що дає змогу задля збільшення кольорового охоплення друкувати додатковим тонером. Деякі ЦДМ (особливо індустріального призначення) мають змогу додатково наносити білий тонер, прозорий лак або неоновий тонер, що суттєво розширює їхні можливості.
ЦДМ зазвичай оснащуються різними пристроями для додаткової обробки виробів: створення палітурки, обкладинки, комплектування книжкового блоку, рельєфного тиснення, висікання, фальцювання, зшивання тощо.
ЦДМ багатьох виробників дозволяють друкувати захищене упакування і навіть бланки цінних паперів та документів суворої звітності за рахунок використання спеціальних фарб і створення рельєфних зображень.
Цифрове друкарське обладнання використовується для друку:
- ділової поліграфії (візитки, календарі, конверти, листівки, папки);
- комерційної (акцидентної) продукції (бирки, буклети, меню і сети, листівки, плакати, флаєри, хенгери);
- рекламно-сувенірної продукції (наклейки, листівки, флешки, запальнички, футболки);
- медійного друку (газети і журнали);
- багатосторінкової продукції (каталоги, журнали і т. ін.) малими тиражами;
- малотиражного паковання та етикетки;
- прямого друку на одязі;
- широкоформатного друку;
- прямого друку на об'ємних виробах, у тому числі в промислових масштабах.

## Способи цифрового друку
Під час створення класифікації використано джерело
Електрографія
Залежно від джерел світла, які використовуються в електрографічних пристроях, технології електрографії поділяються на лазерні та на основі лінійки світлодіодів (більш економічна і дозволяє домогтися більшої швидкості друку). А в залежності від способу створення кольорового зображення в електрографії використовуються багатопрохідна і однопрохідна технологія.
В ЦПМ може застосовуватися пряма електрографія — напр., Xeikon і електрографія через другий перенос, т. зв. «цифровий офсетний друк» (HP Indigo).
Струменеві технології друку
Залежно від кількості проходів друкуючих голівок цифровий струменевий друк може бути багатопрохідний (використовується в широкоформатному друці) й однопрохідний.
У свою чергу, однопрохідний струменевий друк буває:
- безперервний (при друці зображення краплі чорнила безупинно наносяться на поверхню): технології з використанням заряджених крапель фарби, незаряджених крапель фарби, з використанням пристрою для відхилення струменю фарби;
- із дозуванням фарби («крапля на вимогу»), де краплі фарби формуються, а потім наносяться на поверхню відповідно до цифрових сигналів. Застосовується в п'єзоелектричних пристроях і термографічних струменевих системах (бульбашковий струменевий друк рідкими і твердими чорнилами).

Як окремий напрямок струменевого цифрового друку розглядають і УФ-друк, переваги якого: широкий колірний обхват, міцність шару фарби, гарна якість друку на невсотувальних поверхнях, висока механічна стійкість тощо.
Іонографія («електростатичний друк»)
Суть її полягає в локальному осадженні іонів на діелектричну поверхню під дією електричної напруги.
Переваги іонографічних пристроїв — простота конструкції, високий коефіцієнт (до 99,8 %) використання тонеру, лінійна схема проводки паперу, невеликі розміри пристроїв.
Іонографія застосовується лише для одноколірного друку, при друці великих обсягів виробів, а також для друку змінної друкованої інформації.
Магнітографія
Цифрове зображення перетворюється на магнітний заряд на барабані, який притягує тонер, що містить залізні частинки. Тонери, які застосовуються в магнітографії, дуже темні, тому ця технологія більше пасує для друку однієї додаткової фарбою, ніж для процесу чотириколірного друку.
Термальні технології цифрового друку
- друк із використанням термоперенесення (трансферний друк);
- термальне перенесення фарби з випаровуванням (сублімаційне термоперенесення);
- воскове термоперенесення.

Нанографічний друк
В основі процесу нанографічного друку — розробка компанії Landa — чорнила NanoInk™. Нанофарби, що складаються з пігментних частинок, розміром у десятки нанометрів (1 нанометр у 100 000 разів тонший людської волосини), ефективно поглинають світло, забезпечуючи високу якість друку та найширше з усіх цифрових способів друку колірне охоплення CMYK.
У порівнянні з традиційними струменевими технологіями нанодрук має низку переваг:
- на поверхню переноситься сухе зображення (а не вологі фарби);
- ширший діапазон матеріалів для друку;
- для закріплення зображення треба менше енергії, а площа задруковування необмежена.